# Xavier Espot Zamora
Xavier Espot Zamora (* 30. října 1979 Escaldes-Engordany) je andorrský soudce a politik středopravé strany Demokraté za Andorru. Od roku 2012 byl ministrem spravedlnosti a 16. května 2019 se stal předsedou andorrské vlády.

## Vzdělání
Espot získal magisterský titul z práva na fakultě soukromé vysoké školy Escola Superior d'Administració i Direcció d'Empreses (ESADE) v Barceloně. Kromě toho také vystudoval humanitní vědy na Filozofické fakultě Univerzity Ramona Llulla v Barceloně.

## Kariéra
Ve vládě Antoniho Martího byl od 25. července 2012 na postu ministra sociálních věcí, spravedlnosti a vnitra, kde vystřídal Rosu Ferrera Obiolse. Dne 28. února 2019 rezignoval na funkci ministra, aby se připravil na svou kandidaturu na premiéra ve všeobecných volbách v roce 2019.
Dne 16. května 2019 se stal předsedou vlády. Po dalších volbách konaných 2. dubna 2023 představil 15. května 2023 po svém znovuzvolení novou, většinovou vládu Demokratů za Andorru.
Dne 11. září 2023 Espot Zamora v rozhovoru pro Ràdio Nacional d'Andorra provedl svůj coming out a veřejně uvedl, že je gay.